# クボアジ
クボアジ（学名：Atropus atropos）は、アジ科に属し熱帯の海に生息する魚類である。本種は西は南アフリカ、東は日本までの、インド洋、西太平洋の沿岸域に広く生息し、しばしば表層近くでみられる。クボアジはクボアジ属を構成する唯一の種であり、腹部に溝があることなど、いくつかの形態的特徴から他属の魚類と区別が出来る。比較的小型の種であり、記録されている最大体長は26.5cmである。肉食魚で、様々な種類の小型の甲殻類や魚類を捕食する。生息域のほとんどにおいて、漁業においてそれほど重要な種ではない。

## 分類
クボアジはスズキ目アジ科に属する31属のひとつ、クボアジ属を構成する唯一の種である。
本種はBrama atroposという学名で、ドイツの博物学者、マルクス・エリエゼル・ブロッホとヨハン・ゴットロープ・シュナイダーにより1801年に『110の画像付分類魚類学』(Systema Ichthyologiae iconibus cx illustratum)の中ではじめて記載された。ブロッホとシュナイダーは本種をシマガツオ科のシマガツオ属(Brama)に分類した。以降本種の分類は2度見直されており、はじめギンガメアジ属(Caranx)に、そして最終的にはクボアジ属(Atropus)に移されている。クボアジ属は1817年にキュヴィエによって"Les Atropus"としてフランス語で非公式に創設されたが、その後ローレンツ・オーケンが"Atropus"とラテン語化し、正式なクボアジ属の命名者はオーケンとなっている。本種はクボアジ属のタイプ種（単型）であり、本種のタイプ標本はインドのポンディシェリから得られたものである。
属名と種小名が一字違いであるため、本種の学名をAtropus atropusと誤記している文献もみられる。

## 形態

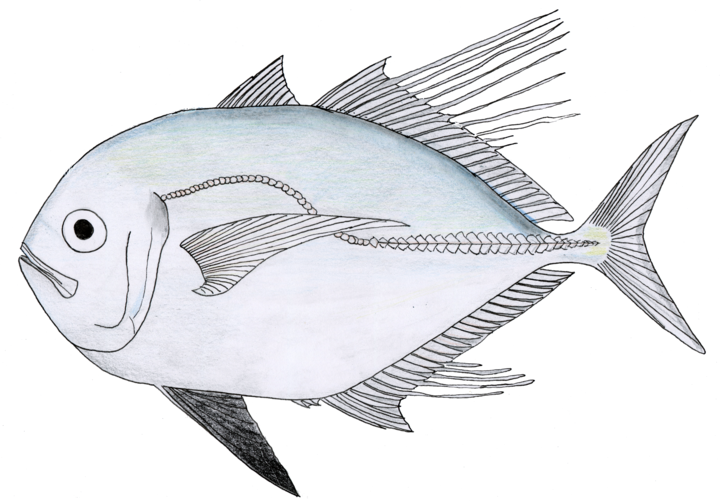
オスのクボアジ

クボアジの体型は他のアジ科魚類と似て、きわめて側偏した楕円形である。背部の、頭部上顎の先から眼の上部にかけては、勾配の急な直線状になっている。眼に脂瞼（不透明な瞼状の部分）は発達しない。上顎には小さい歯からなる歯列がある。下顎には小さい歯からなる歯列が2列から3列あり顎の端部ではそれらは1列に合流する。腹部には大きな腹鰭を収容できる深い溝がある。溝の中には臀鰭（尻びれ）の第一、第二棘条と、肛門も存在している。胸鰭下部から腹鰭基部までの胸部には鱗がない。背鰭はふたつに分離しており、第一背鰭には8本の棘条が、第二背鰭には1本の棘条とそれにつづく19本から22本の軟条が存在する。臀鰭には、前方に分離した2本の棘条からなる部分と、1本の棘条と17本か18本の軟条からなる部分がある。胸鰭と腹鰭はどちらもきわめて長く、腹鰭はほぼ臀鰭の始点まで伸長する。側線は体の前方で湾曲する。側線の曲線部と直線部の境界は背鰭の第5から第7軟条の位置である。側線の直線部には31枚から37枚の稜鱗（アジ亜科に独特の鱗）が存在する。椎骨の数は24で、鰓篩の数は29から34である。。最大で全長26.5cmに達することが記録されているが、通常みられるのは全長20cm以下の個体である。
体色は、背部は青みを帯びた緑色で、腹部にかけて銀色になる。腹鰭の膜は明瞭な黒色で、他の鰭は白色である。未成魚には不明瞭な黒い帯が体側に入り、成長につれて黒い斑がみられることもある。
本種は鰭について性的二型を示す。成熟した雄は腹鰭の軟条のうち6本から12本が伸長して様々な長さのフィラメント状になるほか、臀鰭の5本の軟条も同様に伸長する。雌においてはこの伸長はみられない。

## 分布

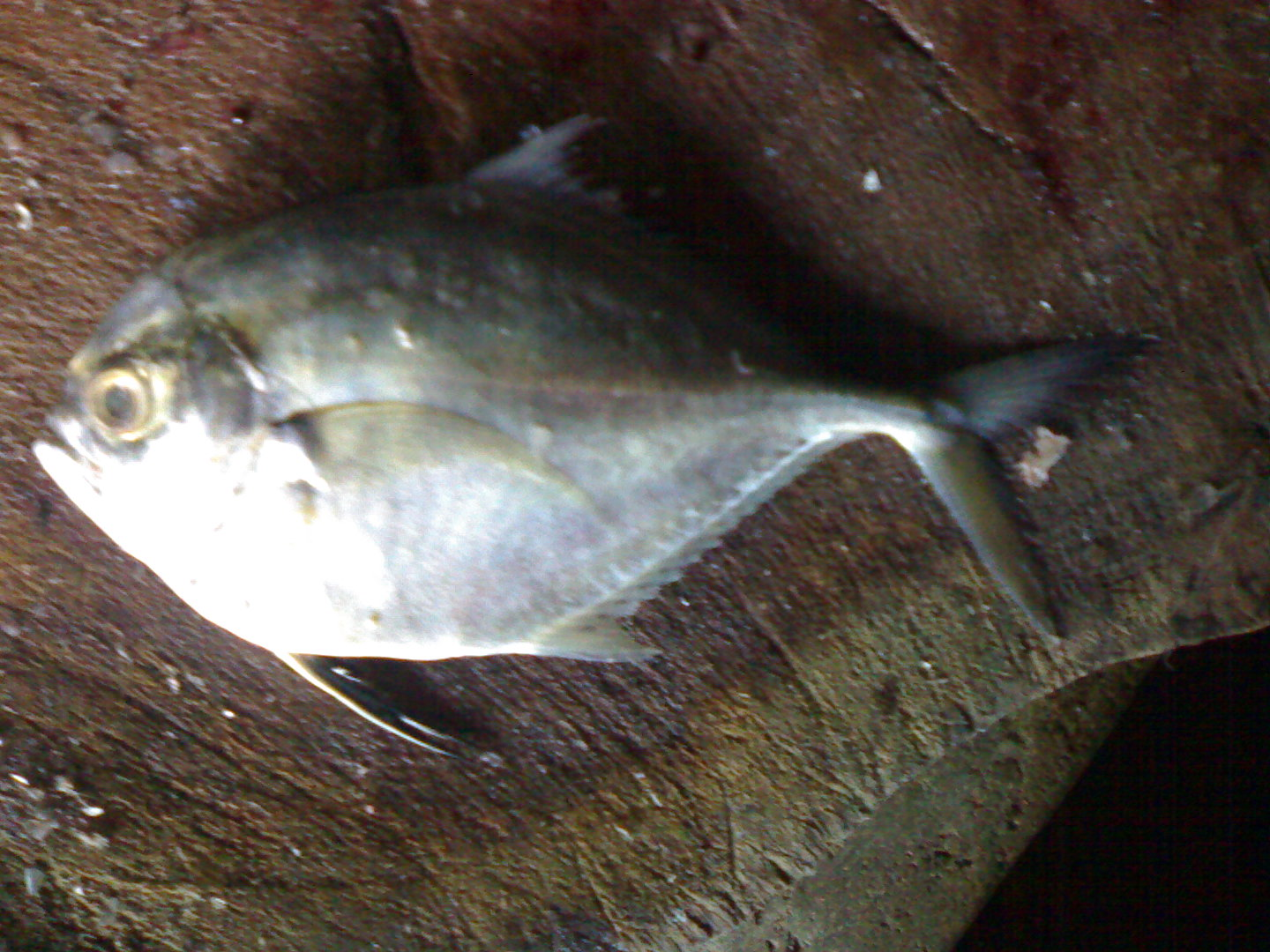
インドの市場で売られていたクボアジ

クボアジはインド洋、西太平洋の熱帯、亜熱帯域に生息する。本種の生息域は南アフリカからアフリカ東海岸に沿って広がり、ペルシャ湾を含みながら、東はインド、東南アジア、フィリピン、台湾、日本へと広がる。いくつかの文献においては分布の西端はペルシャ湾であるとされるが、ヘンリー・W・ファウラーのもとに1930年代に南アフリカとアフリカ東部から標本が送られていることから、そのような記述は誤っているものとみられる。
日本においては稀種であるが、三重県や静岡県浜名湖などから記録がある。
本種は浅い沿岸海域に生息し、表層近くを泳ぐ。また、淡水性の川も流れ込むエスチュアリーにも生息することが報告されている。

## 生態
クボアジは肉食魚で、エビやカイアシ類を含む小型の甲殻類や、小魚を捕食する。繁殖については詳しい研究はなされていないものの、インドにおいて孵化直後からの成長について研究がなされている。その研究によると、孵化後はじめの1年間で本種は体長12.4cmまで成長し、その後成長は遅くなり、2年目までには体長19.75cm、3年目までには体長23.25cmに成長したという。本種は孵化後2年から3年、体長21cmほどで性的成熟に達する。

## 人間との関係
本種は生息域のほぼ全域において漁業においてそれほど重要な種ではないが、トロール漁などによって混獲されることがあり、鮮魚や干物として販売される。